# Château de Mornay (Bonnat)
Ne pas confondre avec le circuit automobile au Château le Mas-du-Clos, également dans le département de la Creuse.
Le château de Mornay est situé à proximité du bourg de Bonnat en Creuse, région Nouvelle-Aquitaine, en France.

## Historique
Construit au XVIe siècle, le château de Mornay appartenait alors à la famille de Mornay. Sylvain de Mornay fut le seigneur de Bonnat en 1674. Il épousa Gabrielle de Noblet[réf. souhaitée].
Au début du XIXe siècle, l'édifice fut racheté par le comte Jules Henri Beaufranchet. Son neveu fit restaurer le domaine et la bâtisse en [[1855|1855[réf. souhaitée]]].

## Architecture
Le château se compose d’un corps de logis en équerre (ou « en retour d'équerre »), il est flanqué de deux tours carrées en avant-corps.
On peut voir deux tours rondes (dont probablement un pigeonnier) en prolongation de bâtiments plus récents[réf. souhaitée].
Sur ses 40 hectares de parc environnant et à proximité du logis, on peut encore voir d'anciens corps de ferme aménagés.
Un circuit automobile fut construit sur son parc dans les années 1990.

## Circuit automobile de Mornay
Inauguré en 1997 à l'initiative de Pierre Petit, le circuit de Mornay évolue dans son parc arboré de 40 hectares, un environnement verdoyant et vallonné.
Sa capacité d'accueil est vaste et à présent spécialisé dans la course et les essais privés. Originellement conçu pour des stages de pilotage, le domaine est doté d'une flotte de véhicules variée (Formule Renault 2.0, Formule Renault 1700, karting, etc.) et peut proposer neuf configurations différentes en boucles de 1,1 à 3 km.